# Klagerücknahme
Im gerichtlichen Verfahren stellt die Klagerücknahme die Erklärung des Klägers dar, dass er von der Weiterführung des Prozesses absieht. Die Klagerücknahme ist damit das Gegenstück zur Klageerhebung. Regelungen über die Klagerücknahme gibt es in allen Verfahrensordnungen.

## Zivilrecht
Im Zivilprozessrecht ist die Klagerücknahme in § 269 ZPO geregelt. Allerdings umfasst § 269 ZPO nicht den Sonderfall, dass die Klage noch vor Zustellung (Rechtshängigkeit) zurückgenommen wurde und gleichzeitig kein erledigendes Ereignis vorliegt, wie zum Beispiel im Fall eines Irrtums oder einer doppelt eingereichten Klage.

### Kein Rechtsverzicht
Nimmt der Kläger die Klage zurück, äußert er sich allerdings nicht zum Bestand des mit der Klage geltend gemachten Rechts. Insbesondere bringt der Kläger dadurch nicht zum Ausdruck, dass er der Ansicht ist, dass das mit der Klage geltend gemachte Recht nicht existiere. Mit der Klagerücknahme bringt er lediglich zum Ausdruck, dass er sein Gesuch um Gewährung von Rechtsschutz durch das Gericht zurückzieht. Nach einer Klagerücknahme ist der Kläger daher nicht gehindert, das zunächst geltend gemachte Recht wieder in einem neuen Verfahren gerichtlich geltend zu machen. Darin liegt der Unterschied zum materiellen Klageverzicht.

### Gründe zur Klagerücknahme
Der Kläger kann verschiedene Gründe haben, die Klage zurückzunehmen.
Wenn er zum Beispiel erst im Prozess erfährt, dass der Beklagte vermögenslos ist, wird er womöglich einsehen, dass es keinen Sinn ergibt, eine uneinbringliche Forderung einzuklagen. Auch ist es möglich, dass der Kläger während des Prozesses einsieht, dass sein Rechtsstandpunkt vor Gericht keinen Erfolg haben wird oder dass er die anspruchsbegründenden Tatsachen nicht werde beweisen können. Es kann auch sinnvoll sein, eine Klage nach Anhängigkeit, aber vor Rechtshängigkeit zurückzunehmen, wenn der Klagegrund weggefallen ist, z. B. durch Leistung oder zwischenzeitliche Unterlassung des Beklagten.
Der Grund für eine Klagerücknahme kann auch darin liegen, dass der Beklagte vor der Rechtshängigkeit Insolvenz angemeldet hatte und die Klage deshalb unzulässig ist. Die Rechtsverfolgung kann trotz Klagerücknahme in einem Insolvenzverfahren wieder aufgegriffen werden.
Stellt sich bei einer abgesonderten Verhandlung über Zulässigkeit der Klage deren Unzulässigkeit heraus (§ 280 ZPO), ist eine Klagerücknahme für den Kläger kostengünstiger als ein Prozessurteil.

### Zeitpunkt der Klagerücknahme
Dem Interesse des Klägers, seine Klage zurückzunehmen, trägt der deutsche Gesetzgeber dadurch Rechnung, dass eine Klagerücknahme grundsätzlich möglich ist. Die Möglichkeit der Klagerücknahme ist in § 269 Zivilprozessordnung (ZPO) geregelt. Sie ist bis zum Eintritt der Rechtskraft des Urteils möglich, also auch noch in der Rechtsmittelinstanz. Die Klage kann nur bis zum Beginn der mündlichen Verhandlung zur Hauptsache ohne Einwilligung des Beklagten vom Kläger zurückgenommen werden. Wenn der Beklagte bereits zur Hauptsache mündlich verhandelt hat, kann der Kläger die Klage nur mit Einwilligung des Beklagten zurücknehmen. Dieser kann nämlich ein Interesse daran haben, dass vom Gericht festgestellt wird, ob der Anspruch des Klägers zu Recht besteht oder nicht.

### Einwilligung des Beklagten
Die Rücknahme und gegebenenfalls die Einwilligung des Beklagten sind dem Gericht gegenüber zu erklären (§ 269 Abs. 2 S. 1 ZPO). Die Rücknahme kann durch mündliche Erklärung in der mündlichen Verhandlung oder durch Einreichung eines Schriftsatzes bei Gericht (§ 269 Abs. 2 S. 2 ZPO) erklärt werden. Der Schriftsatz ist dem Beklagten zuzustellen, wenn seine Einwilligung zur Wirksamkeit der Rücknahme der Klage erforderlich ist (§ 269 Abs. 2 S. 3 ZPO). Der Beklagte kann der Rücknahme dann innerhalb einer Notfrist von zwei Wochen seit Zustellung des Schriftsatzes widersprechen. Tut er dies nicht, gilt seine Einwilligung als erteilt, wenn er zuvor auf diese Folge hingewiesen worden ist (§ 269 Abs. 2 S. 4 ZPO). Wird die Klage zurückgenommen, ist der Rechtsstreit als nicht anhängig geworden anzusehen. Der Beklagte ist also von einer erneuten Klageerhebung nicht geschützt. Ein bereits ergangenes, noch nicht rechtskräftig gewordenes Urteil wird wirkungslos, ohne dass es ausdrücklich aufgehoben werden muss (§ 269 Abs. 3 S. 1 ZPO).

### Kostentragung
Der Kläger hat die Kosten des Rechtsstreits zu tragen (ermäßigte 1,0 Gerichtsgebühr gemäß Nr. 1211 Ziffer 1 des Kostenverzeichnis des Gerichtskostengesetzes (KV-GKG) statt der sonst nach Nr. 1210 KV-GKG anfallenden 3,0 Gebühr), soweit nicht bereits rechtskräftig über sie erkannt oder die Kosten dem Beklagten aus einem anderen Grund aufzuerlegen sind, d. h. über § 269 Abs. 3 S. 2 ZPO wurde von Gesetzgeber eine Ermessensvorschrift implementiert, um Sonderfällen gerecht werden zu können.
Die günstige Kostenfolge setzt aber voraus, dass die Klagerücknahme vor Schluss der mündlichen Verhandlung erfolgt, vgl. Ziffer 1a zu Nr. 1200 KV-GKG.
Ist der Anlass zur Klageeinreichung jedoch bereits vor Rechtshängigkeit weggefallen und wird die Klage daraufhin zurückgenommen, bestimmt sich die Kostentragungspflicht unter Berücksichtigung des bisherigen Sach- und Streitstandes nach billigem Ermessen; dies gilt auch wenn die Klage nicht zugestellt wurde (§ 269 Abs. 3 S. 3 ZPO). 
Das Gericht entscheidet auf Antrag über die Kostentragungspflicht durch Beschluss (§ 269 Abs. 4 ZPO). Gegen den Beschluss findet die sofortige Beschwerde (§ 567 ZPO) statt, wenn der Streitwert der Hauptsache 600 € (§ 511 ZPO) übersteigt (§ 269 Abs. 5 S. 1 ZPO). Die Beschwerde ist unzulässig, wenn gegen die Entscheidung über den Kostenfestsetzungsantrag nach § 104 ZPO ein Rechtsmittel nicht mehr zulässig ist (§ 269 Abs. 5 S. 2 ZPO). Wenn die Klage von neuem erhoben wird, kann der Beklagte die Einlassung verweigern, bis die Kosten erstattet sind (§ 269 Abs. 6 ZPO).

## Verwaltungsrecht
Der Kläger kann gem. § 92 Abs. 1 VwGO seine Klage bis zur Rechtskraft des Urteils zurücknehmen. In der Regel ist damit jedoch eine Rechtsaufgabe verbunden, da ein mit der Klage angegriffener Verwaltungsakt mit der Klagerücknahme regelmäßig bestandskräftig wird. 
Einen Sonderfall nimmt insofern die Klagerücknahme im Rahmen eines Vergleichs ein, bei dem die Behörde eine vollständige oder teilweise Klaglosstellung gegen die vorherige Klagerücknahme zusichert. Der Kläger erreicht damit ohne weitere Risiken und in relativ kurzer Zeit sein sachliches Ziel, trägt dafür jedoch die Kosten des Verfahrens. Da im Falle der Klagerücknahme keine streitige Entscheidung des Gerichts mehr erfolgt, reduzieren sich die Gerichtskosten auf 1,0 Gerichtsgebühren; da die Behörde in der Regel nicht anwaltlich vertreten wird, fallen erstattungspflichtige gegnerische Anwaltskosten für den Kläger nicht an. 
Gem. § 92 Abs. 2 VwGO gilt eine Klage auch dann als zurückgenommen, wenn der Kläger trotz Aufforderung des Gerichts das Verfahren länger als zwei Monate nicht betreibt, also insbesondere nicht am Fortgang des Verfahrens mitwirkt. Die Wirkungen der fingierten Klagerücknahme entsprechen den Wirkungen der ausdrücklich erklärten Klagerücknahme und können daher zu einem Rechtsverlust für den Kläger führen, auch wenn er die Klage ansonsten gewonnen hätte.

## Strafprozess
Im Strafprozessrecht finden sich die Regelungen über die Rücknahme der Anklage in § 156 StPO.

### Anklagerücknahme
Die Rücknahme einer Anklage ist nur bis zum Erlass des Eröffnungsbeschlusses oder der Entscheidung, die Eröffnung des Hauptverfahrens abzulehnen, möglich. Sie kann von der Staatsanwaltschaft sowohl mit dem Ziel einer Einstellung des Verfahrens als auch mit demjenigen einer erneuten Erhebung der Anklage zu einem späteren Zeitpunkt vor dem gleichen oder einem anderen Gericht erklärt werden.
Im Strafbefehlsverfahren kann die Klage bis zur Entscheidung über den Erlass des Strafbefehls zurückgenommen werden, danach erst wieder nach einem Einspruch des Beschuldigten (vgl. § 411 Abs. 3 StPO).

### Rechtsfolgen
Nach der Rücknahme der Anklage befindet sich das Verfahren wieder im Stadium eines Ermittlungsverfahrens. Wird dieses jedoch eingestellt, sind nach § 467a StPO die notwendigen Auslagen des Beschuldigten – abweichend von der sonstigen Kostenregelung bei einer Einstellung im Ermittlungsverfahrens – durch die Staatskasse zu erstatten.